# Santa María del Naranco
Santa María del Naranco és una església preromànica d'estil asturià situada a quatre quilòmetres d'Oviedo, sobre el vessant sud del Mont Naranco que originàriament va ser palau del rei Ramir I d'Astúries. L'edifici que avui coneixem com Santa María del Naranco no es va construir com a església, es tracta de l'edifici més representatiu d'un conjunt palatí suburbà construït per Ramir I al segle ix.

## Història
L'edifici va ser manat construir per Ramir I com a palau. Acabat l'any 842, formava part d'un complex arquitectònic que també comprenia la propera església de San Miguel de Lillo, erigida a tan sols cent metres de distància. Tanmateix, a causa de l'esfondrament de la capçalera i de part de les naus de San Miguel, va ser transformat en església, probablement durant el segle xii, doncs la crònica silense de 1150 ja ho registra com a temple de Santa Maria. L'edifici es troba al vessant meridional del Mont Naranco on existia un bosc en què abundava la caça. L'absència d'un absis destinat a contenir el tron del rei fa pensar que l'edifici devia tenir un caràcter de palau de camp o residència reial dedicada a l'oci.
El temple va ser declarat Patrimoni Mundial de la Humanitat per la Unesco al desembre de 1985.

## Arquitectura

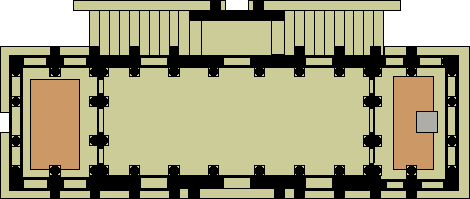
Planta de Santa María del Naranco (pis superior o principal, amb les escales exteriors).

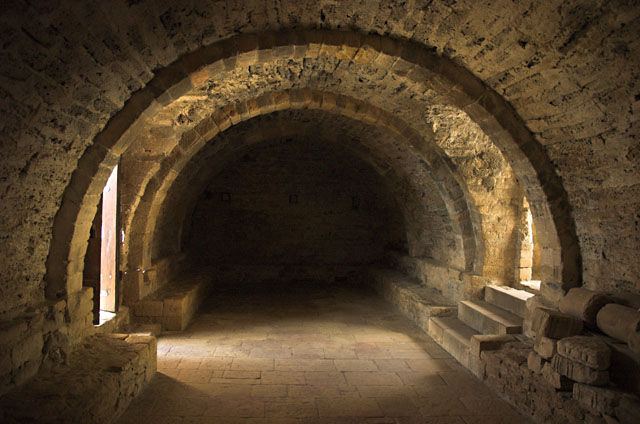
Interior del pis inferior de Santa María del Naranco.

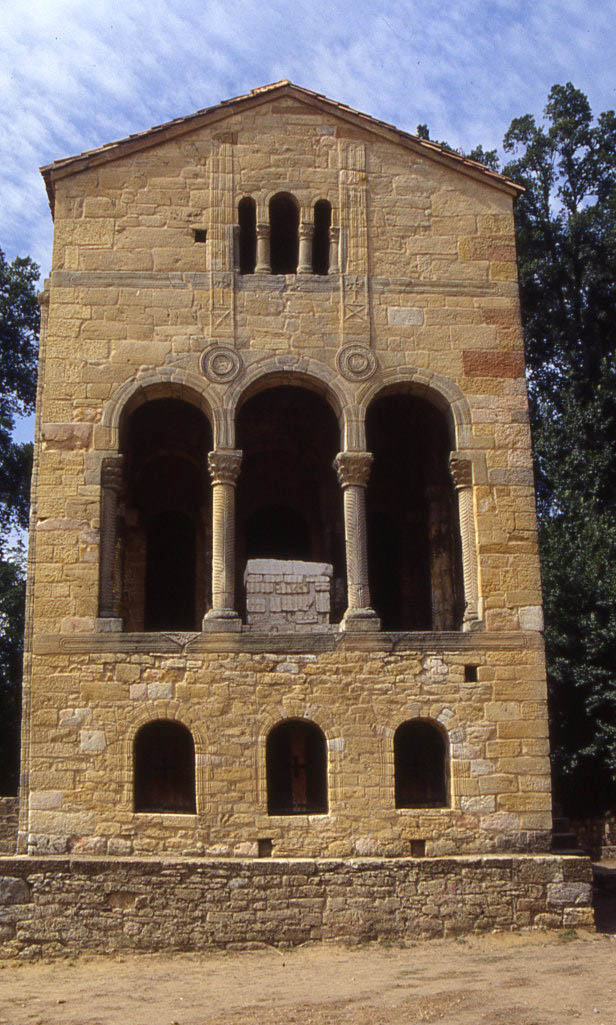
Santa María del Naranco, façana oriental, on es fa visible l'altar construït posteriorment per habilitar-lo com a església.

Consta de dues plantes i traçament rectangular de 20 metres de longitud per 6 d'amplada, resultant una planta força allargada. En els seus costats més grans existeixen dos sortints dels quals el del costat nord, correspon a una escala de dos tiratges per la que s'accedeix a la planta superior.
La planta baixa consta d'un ampli cos central cobert de volta de canó recorregut per arcs faixons que descansen directament sobre el mur, per la qual cosa presenta grans similituds amb la capella inferior de la Cámara Santa d'Oviedo, a la catedral d'Oviedo. Va ser possiblement utilitzat com a oratori palatí, encara que s'especula que es tractés d'una cambra règia on es rebés audiència, aquesta teoria es recolza a la bancada que recorre les parets, i està flanquejat per dues cambres laterals amb coberta de fusta. D'aquestes cambres laterals la del costat est, comunica amb el cos central i va tenir funcions de sala de bany (interpretació controvertida) o cisterna, conservant la seva pila. La del costat oest només és accessible des de l'exterior, desconeixent-se la seva funció, podent haver acollit una garita.
La planta superior va ser planta noble, presentant una distribució similar a la de la planta baixa. La gran sala central, rectangular i coberta per volta de canó peraltada entravessada per sis arcs faixons que es recolzen en mènsules. Està recorreguda en els seus costats més grans per una arcuació cega que es recolza en dobles columnes de fusts d'origen cèltic. Es troba flanquejada en aquest cas per dos miradors o tribunes també coberts amb volta.
A l'exterior, en el seu costats més grans, són visibles els contraforts que es corresponen amb els arcs faixons interiors. Als costats més petits la façana s'estructura a tres pisos, corresponent el central a la planta noble, els miradors del qual s'obren a l'exterior mitjançant tres arcs de mig punt peraltats, en els que el central és lleugerament més gran. Aquest mateix esquema, a una escala molt més reduïda i estilitzada, es repeteix per damunt d'ells, formant el finestral de dues cambres a les quals no existeix accés excepte amb l'ajut d'una escala i la seva utilitat era de guardar el tresor del noble.
El resultat és un edifici elevat, esvelt i elegant, modulat per la simetria dels contraforts i la gràcia dels seus arcs de mig punt peraltats, alguna de les solucions constructives i decoratives del qual, com ara les voltes de canó, els arcs faixons, els contraforts exteriors o la supeditació de la decoració escultòrica a l'arquitectura, suposen un clar avenç de l'art romànic.